# Templo Presbiteriano de Chañaral
El Templo Presbiteriano de Chañaral se ubica en Chañaral, Región de Atacama, Chile. La iglesia es un Monumento Nacional en la categoría de Monumentos Históricos desde 1994 por Decreto Supremo N°654. Se constituye como una de las construcciones más antiguas de la comuna, situando su origen a fines del siglo XIX en un periodo de auge para la minería en la zona. 

## Historia
La edificación del templo se llevó a cabo entre los años 1870 a 1878 por la colonia inglesa habitante de la comuna de religión anglicana vinculada a la industria minera, para luego cederse a la Iglesia Evangélica Presbiteriana. Debido a que en la época la Iglesia Católica no permitía obras con acceso directo al sistema vial, fue erigido en un terreno interior. Por lo anterior, no sufrió daños en el maremoto que afectó a la comuna, como consecuencia del Terremoto de Vallenar de 1922. 
La iglesia fue declarada Monumento Nacional, bajo la categoría de Monumento Histórico, en 1994 en virtud del D.S 654. De esta forma, es uno de los tres inmuebles protegidos de la comuna, junto a la Iglesia Nuestra Señora del Carmen y la Casa Molina.
Su estilo es gregoriano, de madera, con una planta rectangular de una sola nave, más dos habitaciones adosadas. Tiene también en su interior un campanario en su torre. La estructura y tabiquería son de pino oregón.

## Restauración
Desde fines de 2020 se desarrolla el proyecto "Restauración del Templo Presbiteriano de Chañaral", que cuenta con el financiamiento del Fondo del Patrimonio Cultural de la Universidad Católica de Chile. La iniciativa tiene por finalidad restaurar y preservar la edificación, para poner en valor su riqueza patrimonial para la comunidad.